# Ersa (lune)
Pour les articles homonymes, voir Ersa.
Ne doit pas être confondu avec Hersé (lune).
Jupiter LXXI Ersa (désignation provisoire S/2018 J 1) est un satellite naturel de Jupiter.
Le satellite reçoit sa désignation permanente, Jupiter LXXI, le 25 septembre 2018 dans la Minor Planet Circular no 111804. Il reçoit son nom, Ersa, le 19 août 2019. Tout comme Hersé (Jupiter L), ce nom provient de celui de Hersé, fille de Zeus et Séléné, déesse  de la rosée et sœur de Pandia (nom donné le même jour à Jupiter LXV).

## Nom
La lune a été nommée en 2019 d'après Ersa, la déesse grecque de la rosée, fille de Zeus et de Séléné : Jupiter L Hersé est également nommé d'après cette déesse. Le nom a été suggéré lors d'un concours de dénomination organisé par le Carnegie Institute sur Twitter, où plus de vingt tweets ont proposé le nom, dont Aaron Quah (@8603103) qui a soumis le nom en premier, StSauveur_MoonsProject (@StSauMoons) qui sont les élèves de terminale du lycée Saint Sauveur de Redon, France, les CM2 de Hillside Traditional Academy en Colombie britannique, Canada (soumis en leur nom par @mrgrouchypants), et un enfant de 4 ans nommé Walter qui a chanté une chanson sur Ersa (soumis en son nom par @Thoreson),,.